# Toro di Stanford

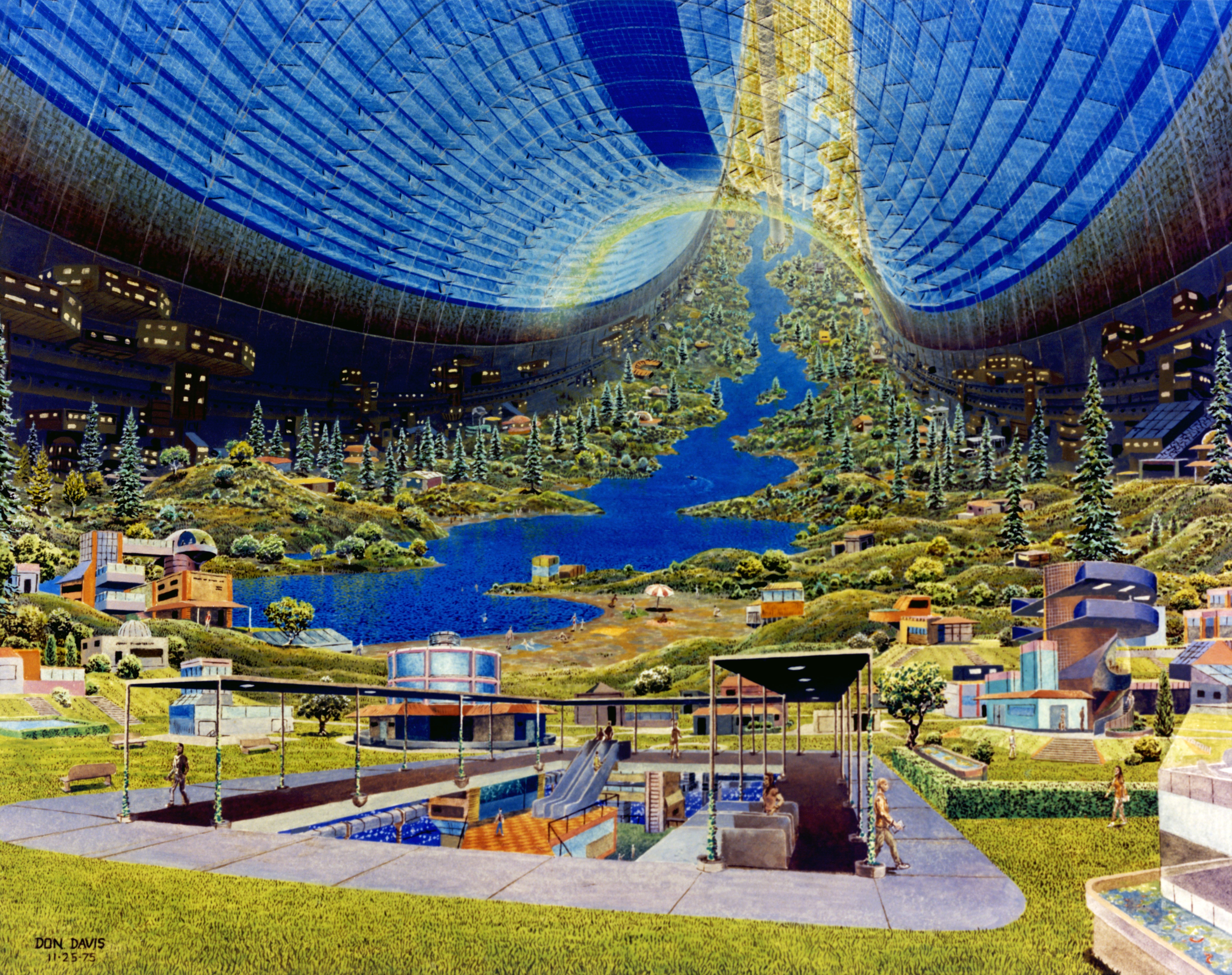
Un'illustrazione artistica dell'interno di un Toro di Stanford

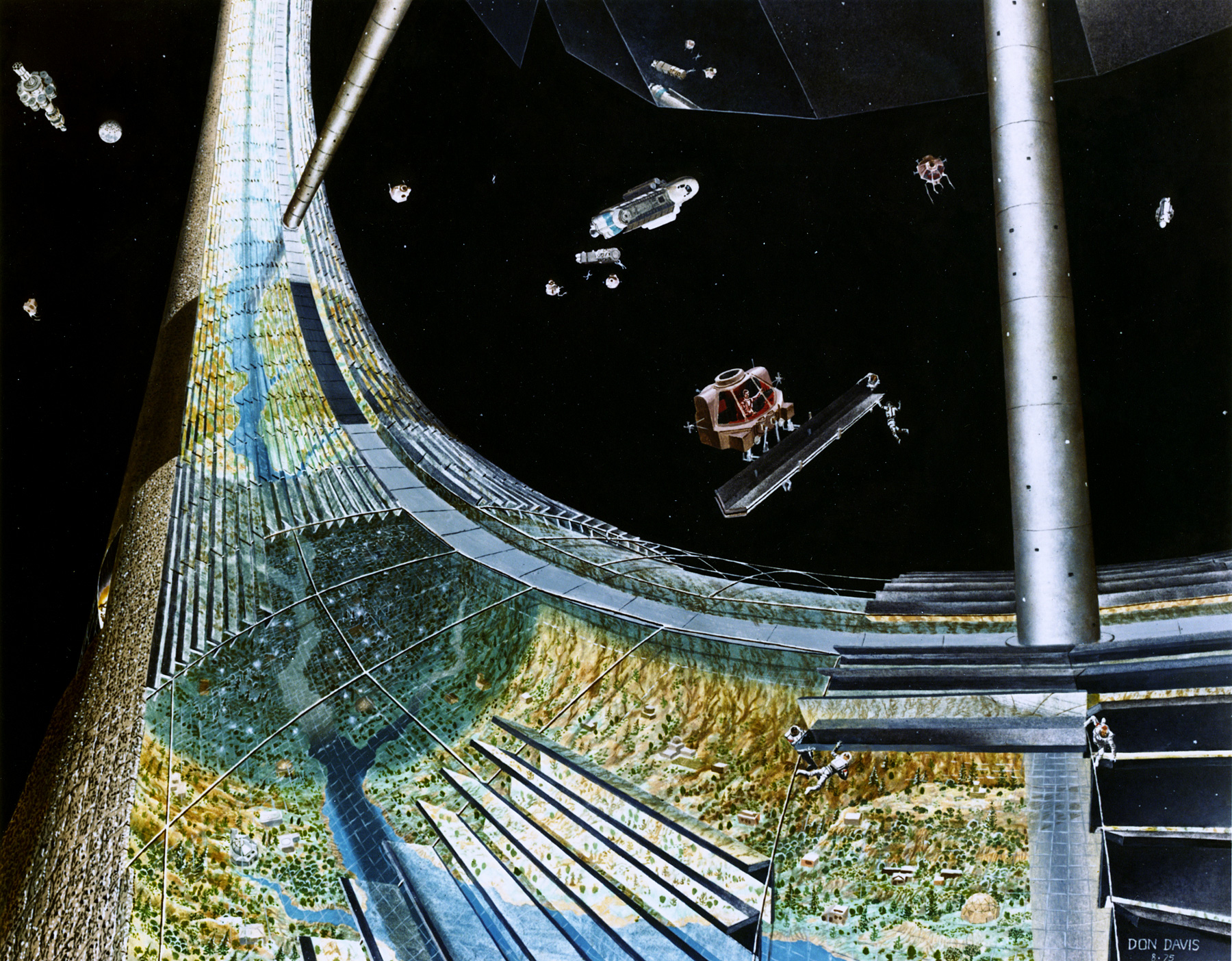
Visuale esterna di un Toro di Stanford, con alcuni specchi "chevron" anti-radiazione rimossi per mostrare lo spazio all'interno.

Un Toro di Stanford è un progetto di habitat spaziale proposto nel 1975 da uno studio della NASA presso la Stanford University, capace di ospitare da approssimativamente 10 000 a 140 000 residenti permanenti, secondo la conformazione e le dimensioni Ha la forma di un toro (o di una ciambella) del diametro di un miglio, in rotazione su sé stesso alla velocità di un giro al minuto per provvedere, attraverso la forza centrifuga, alla simulazione di una gravità simile a quella terrestre.

## Storia
Il toro di Stanford è stato proposto durante il NASA Summer Study del 1975, condotto presso la Stanford University, con lo scopo di esplorare e speculare su progetti per future colonie spaziali (Gerard K. O'Neill in seguito propose la sua Island One: un'evoluzione della sfera di Bernal come alternativa alla forma toroidale seguita dell'Island Two e Island Three). La dicitura "toro di Stanford" si riferisce solo a questa particolare versione del progetto, in quanto il concetto di una stazione spaziale rotante a forma di anello era stato precedentemente proposto da Wernher von Braun e Herman Potočnik.

## Descrizione
Come detto il progetto consiste in un toroide che ha un diametro di 1,8 km (per l'habitat proposto di 10.000 persone descritto nello Studio estivo del 1975) e ruota una volta al minuto per fornire tra 0.9g e 1.0g di gravità artificiale (1g corrisponde all'accelerazione gravitazionale terrestre che è circa 9,81 {\displaystyle m/s^{2}} al livello del mare) sulla superficie interna dell'anello esterno tramite forza centrifuga. La luce del sole viene fornita all'interno del toro mediante un sistema di specchi, incluso un grande specchio solare primario inclinato rispetto all'asse centrale e non rotante. L'anello è collegato a un mozzo centrale tramite un numero di "raggi", che fungono anche da condotti per persone e materiali che viaggiano da e verso il mozzo stesso, poiché il quest'ultimo si trova sull'asse di rotazione della stazione, subisce la minore gravità artificiale ed è la posizione più semplice per attraccare un veicolo spaziale. Un'eventuale industria a gravità nulla potrebbe essere sviluppata in un modulo non rotante collegato all'asse del mozzo. Lo spazio interno del toro stesso è usato come spazio vitale ed è abbastanza grande da simulare un ambiente "naturale"; la parte superficiale del volume anulare abitabile appare simile a una valle glaciale lunga e stretta, le cui estremità si curvano verso l'alto e alla fine si incontrano sopra la testa per formare un cerchio completo. La densità di popolazione è simile a un sobborgo residenziale denso, con parte dell'anello dedicato all'agricoltura e parte all'edilizia.

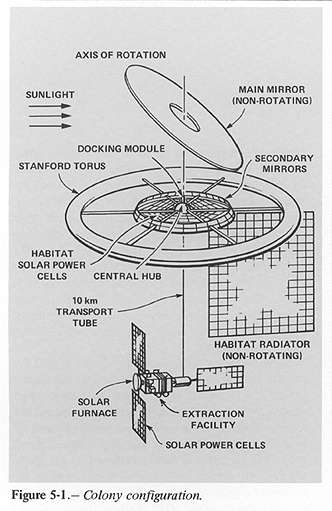
Struttura generale

## Specifiche
- Posizionamento: tra la Terra e la Luna nel punto lagrangiano L5
- Massa totale: 10 milioni di tonnellate (inclusi lo scudo antiradiazioni, materiale per l'habitat e l'atmosfera)
- Diametro: 1 790 m (1,11 mi)
- Circonferenza: 5,623.45 m (3.49 mi)
- Diametro tubo abitabile: 130 m (430 ft)
- Raggi: 6 raggi di 15 m (49 ft) di diametro
- Rotazione: 1 giro al minuto
- Scudo antiradiazioni: strato di 1,7 m di regolite lunare.

## Costruzione

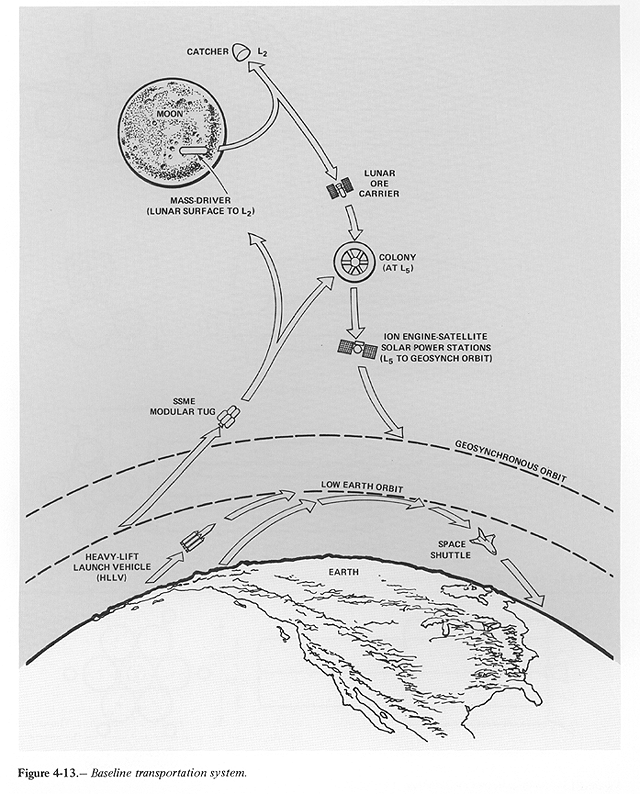
Linea di trasporto materiali per la costruzione (progetto 1975)

Una stazione spaziale costruita secondo questo progetto avrebbe quasi 10 milioni di tonnellate di massa. La costruzione userebbe materiali estratti dalla Luna e inviati nello spazio usando un lanciatore di massa a catapulta elettromagnetica. Un collettore di massa posto in L2 raccoglierebbe i materiali, trasportandoli a L5 dove potrebbero essere trasformati in un impianto industriale per costruire la struttura toroidale. Solo i materiali che non possono essere ottenuti dalla Luna dovrebbero essere importati dalla Terra. L'estrazione mineraria da asteroidi sarebbe una fonte alternativa di materiali.

## Nella fantascienza
- Col nome di mondo libero, una struttura di questo tipo è descritta nel saggio scientifico Civiltà extraterrestri di Isaac Asimov del 1979, con la quale sarebbe possibile viaggiare per lunghissimi periodi nello spazio ed eventualmente raggiungere e colonizzare pianeti extrasolari.
- Il Toro di Stanford è il tipo di colonia spaziale più diffuso nell'universo dell'anime/manga Gundam After Colony.
- La stazione spaziale Cittadella è una struttura di questo tipo abitata dagli umani e varie altre razze aliene che compare nella serie videoludica Mass Effect.
- Gea (Gaea), nella trilogia di Titano di John Varley, è un toro di Stanford del diametro di 650 kilometri in orbita attorno a Titano. Ospita un'area abitabile di 100 000 km² nell'anello, popolato da un ricco ecosistema creato da Gea stessa, considerata un dio dai suoi abitanti. Gea è infatti senziente ed è una esponente di un'antica razza di mega strutture viventi e capaci di costruire altri simili, una specie di origine misteriosa diffusa in tutta la Via Lattea e forse anche oltre. La superficie interna ai raggi, lunghi 400 km, è popolata da una foresta verticale e la superficie interna al tronco centrale (non nota ma calcolabile) ospita l'avatar di Gea e il suo "paradiso", con una collezione di copie di monumenti terrestri e, più in genere, di prodotti della sua ossessione per la cultura di massa televisiva umana.
- La stazione spaziale rappresentata in Elysium è ispirata al toro di Stanford. La parete interna della stazione ("tetto") è mancante, il che significa che le navicelle spaziali possono atterrare direttamente all'interno della colonia, e l'atmosfera viene tenuta in posizione presumibilmente dalla forza centrifuga. In realtà, questo non sarebbe sufficiente a garantire un'adeguata pressione dell'aria e l'atmosfera fuoriuscirebbe quindi nello spazio.